# Fristaten Island
Fristaten Island (isländska: Þjóðveldið Ísland, bokstavligen Folkväldet Island) var en statsbildning som existerade från alltingets grundade 930, och fram till övertagandet av norske kungen 1262 genom Gamla fördraget.
Island hade med undantag för ett fåtal kristna eremiter varit obebott fram till cirka 870, då migranter flydde från det enade Norge under Harald Hårfager.